# Historia nauki polskiej

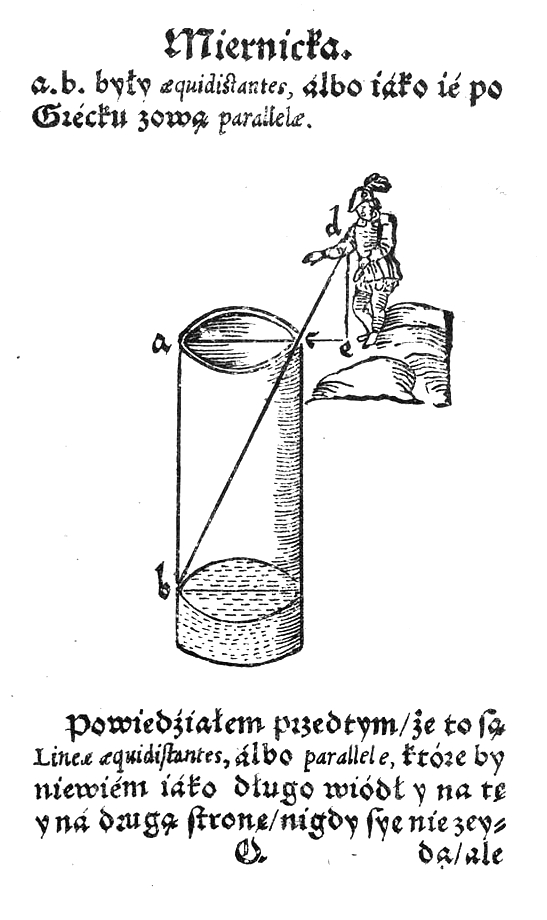
Pomiar głębokości z dzieła Stanisława Grzepskiego „Geometria to jest miernicka nauka” (1566)

Określenie historia nauki polskiej ma dwa znaczenia:
- Po pierwsze, odnosi się do dziejów tworzenia, obiegu i recepcji wiedzy naukowej na (zmiennych historycznie) ziemiach polskich oraz do badań prowadzonych przez uczonych polskich, bez względu na miejsce ich pracy.
- Po drugie, dotyczy badań starających się opisać i wyjaśnić rozwój polskiej nauki, podejmowanych w ramach dyscypliny historii nauki.

## Wkład Polski do nauki światowej
Wkład Polski do rozwoju nauki światowej (liczony według tak nieprecyzyjnej miary, jak odsetek biogramów polskich uczonych w największych i najbardziej wiarygodnych słownikach biograficznych) w różnych okresach historycznych przekraczał udział ludności Polski (w jej zmiennych kształtach terytorialnych) w ludności świata. Podczas gdy udział Polski w ludności świata szacuje się na ok. 0,4% w roku 1000 oraz ok. 0,65% tysiąc lat później, najbardziej znany słownik biograficzny uczonych Dictionary of Scientific Biography (Charles Scribrer’s Sons, t. 1-18, New York 1970-90) wśród opublikowanych haseł zamieścił ok. 1,5% biogramów uczonych, którzy działając w Polsce lub (rzadziej) pochodząc z Polski, wpłynęli na rozwój światowej nauki. Wkład Rzeczypospolitej w narodzinach nowożytnej nauki eksperymentalnej w XVII i I poł. XVIII w., mierzony liczbą urodzonych i działających tu uczonych, wyniósł ok. 1%. Wkład Polski do nauki światowej mierzony liczbą publikacji rejestrowanych obecnie w Science Citation Index oscyluje wokół ok. 1%.

## Charakter nauki w Polsce
Charakter nauki w Polsce w różnych okresach historycznych zależał nie tylko od dominującego ideału wiedzy, ale także od tego, co było siłą sprawczą tworzenia wiedzy (Kościół, państwo, mecenat magnacki, środowisko naukowe) oraz co było główną formą organizacyjną tworzenia wiedzy (uniwersytet, zakony, dwory magnackie, biblioteki, fundacje prywatne, pozauczelniany instytut badawczy).
Działalność poznawcza określana mianem nauki jest bardzo zróżnicowana – pod względem metody i podejścia – nawet w obrębie danego okresu historycznego. Skala zróżnicowania wzrasta, gdy uwzględnia się różne epoki, w których nie tylko stosowano różne programy badawcze, ale także hołdowano odmiennym ideałom wiedzy, a także kładziono różny nacisk na teoretyczny, empiryczny lub praktyczny aspekt nauki. W poniższym przeglądzie stosujemy pojęcie nauki zgodnie z jej rozumieniem w danej epoce.
Aż do ostatniej ćwierci XIX w. nauka polska – jak można sądzić, nieco dłużej i w nieco większym zakresie niż w krajach zachodniej Europy – była zdominowana przez nauki humanistyczne. W okresie staropolskim nauki matematyczno-przyrodnicze zyskały na znaczeniu w okresie Odrodzenia oraz Oświecenia; jednak przewagę wśród publikacji naukowych w stosunku do nauk humanistycznych uzyskały one dopiero w XX w. Jeszcze w XIX w. ponad 50% polskich uczonych uprawiało nauki humanistyczne i nauki społeczne; ok. 23% – matematyczno-przyrodnicze, a zaledwie 6% – techniczne. I połowa XIX wieku – tak w Polsce, jak i na świecie – stała pod znakiem dominacji humanistyki. W II połowie tego wieku znacznie silniej zaznaczał się rozwój nauk matematyczno-przyrodniczych.

## Liczba uczonych
Oszacowanie liczby uczonych na 100 000 mieszkańców Polski w różnych okresach historycznych jest trudne ze względu na historyczną zmienność pojęcia uczonego (np. uczony-amator i naukowiec zatrudniony na etacie), brak danych statystycznych dotyczących badaczy aż do XX w. oraz trudności z określeniem liczby mieszkańców Polski (w jej zmieniających się granicach).
Niemniej, można przyjąć następujące szacunki:
| Wiek/rok | Liczba uczonych na 100 000 mieszkańców Polski | Liczba mieszkańców Polski |
| -------- | --------------------------------------------- | ------------------------- |
| XVI w.   | 2 – 3,5                                       | ok. 3 mln                 |
| XVII w.  | 3 – 5,5                                       | ok. 3 mln                 |
| XVIII w. | 3,5 – 5,5                                     | od ok. 3 do ok. 6 mln     |
| 1820     | 5,0 – 6,0                                     | ok. 10 mln                |
| 1922     | 13                                            | ok. 26 mln                |
| 1939     | 18                                            | 34,8 mln                  |
| 1981     | 196                                           | ok. 35 mln                |
| 1991     | 170                                           | ok. 38 mln                |
| 2000     | 228                                           | 38,6 mln                  |

Szacunkowe dane pozwalają na postawienie hipotez o stabilizacji liczby uczonych od XVI wieku do połowy XVIII oraz istnieniu dwóch progów wzrostu: w początku XIX w. oraz po II wojnie światowej. Krzywa liczby uczonych na 100 000 mieszkańców kraju wykazuje wiele podobieństw do krzywej wydawnictw książkowych: po stagnacji XVII – I poł. XVIII w. następują okresy skokowego wzrostu w XIX i XX w., zwłaszcza po II wojnie światowej.

## Wydatki na badania naukowe w Polsce
Dane o wydatkach na badania i prace rozwojowe jako odsetka PKB są liczone od roku 1961 (z przerwą 1962–1973). Wskazują one na wzrost do roku 1986, spadek po roku 1981, ponowny wzrost w II poł. lat 1980., ponowny spadek po roku 1991 oraz ponowny (powolny) wzrost w ostatnich latach:
| Rok  | Wydatki na B+R jako % PKB |
| ---- | ------------------------- |
| 1961 | 1,05                      |
| 1980 | 1,6                       |
| 1990 | 1,1                       |
| 2011 | 0,77                      |

Brak danych dla PKB i udziału w PKB wydatków na B+R dla okresu międzywojennego, szacuje się, że dla pewnych lat mogły one wynosić 0,2% PKB.

## Nauka w Polsce na przestrzeni dziejów

### Średniowiecze
Początki nauki w Polsce sięgają XIII w.. Poprzedził je dwuwiekowy proces absorpcji dorobku chrześcijańskiej Europy, zapoczątkowany chrystianizacją Polski (966 r.) oraz budową struktur organizacyjnych Kościoła i państwa. Aż do XV w. motorem rozwoju zainteresowań wiedzą były przede wszystkim studia zagraniczne oraz biblioteki kapitulne i klasztorne. Od XIV w. kultura umysłowa, będąca dotąd głównie prerogatywą duchowieństwa sprawującego wysokie urzędy dworskie i kościelne, zaczęła się upowszechniać w kręgach szlachty i mieszczaństwa. Studia zagraniczne (w XIII i XIV w. głównie we Włoszech i Francji, a od poł. XIV w. także w Pradze) stały się coraz powszechniejsze.
Szybki awans cywilizacyjny Polski do rangi jednej z najpoważniejszych potęg europejskich, rozwój jej społeczeństwa (ludność miejska stanowiła 15% w połowie XIV w. i 20% w połowie XVI w.), gospodarki (w XV w. podstawowe wskaźniki gospodarcze Polski były zbliżone do angielskich i holenderskich) i administracji państwowej stworzył potrzebę założenia własnego uniwersytetu. Powołany w Krakowie w roku 1364, właściwą działalność dydaktyczną i naukową podjął w roku 1400. W krótkim czasie uniwersytet krakowski zyskał europejską renomę, ściągając studentów z wielu krajów Europy. Uniwersytet dostarczał wysoko wykwalifikowanych kadr administracji państwowej i kościelnej, był ośrodkiem doradztwa politycznego, wsparciem Rzeczypospolitej na arenie międzynarodowej (m.in. udział polskich uczonych na soborach w Bazylei i Konstancji oraz pomoc w chrystianizacji Litwy), ośrodkiem recepcji myśli starożytnej i nowożytnej, katalizatorem życia intelektualnego. W I połowie XV w. w uczelni krakowskiej dominowały nauki społeczno-moralne. W II połowie XV w. na czoło wysunęły się nauki ścisłe, a zwłaszcza astronomia.
Aż do XV w. życie umysłowe w Polsce było dalekie od tego, co dokonywało się w rozwiniętych ośrodkach o starych tradycjach intelektualnych, takich jak Francja, Włochy, Anglia, Niderlandy i pewne części Niemiec. Było ono – pod względem swego poziomu i intensywności – zbliżone do Czech, Węgier i krajów skandynawskich. Polska była bardziej jego biorcą niż współtwórcą rozwoju nauki. W XV w. dzięki uniwersytetowi w ciągu kilku pokoleń Polska zbliżyła się do krajów o rozwiniętej od dawna kulturze naukowej. Do XV w. wybitne osiągnięcia polskiej myśli związane były z ośrodkami zagranicznymi. W wieku XV – z ośrodkami krajowymi.

### II połowa XV – koniec XVIII w.
W II połowie XV w. życie naukowe przekroczyło mury Akademii Krakowskiej. Istotnego znaczenia nabrały kółka literacko-naukowe oraz dyskusje i zebrania organizowane poza murami uczelni, zarówno z inicjatywy mieszczan, jak i możnowładztwa, świeckiego i duchownego. Nie tyle uniwersytet, co dwory i kancelarie książęce (a zwłaszcza dwór i kancelaria Zygmunta Starego i Zygmunta Augusta) stały się ośrodkami ruchu humanistycznego. Pomiędzy działalnością prawniczą, dyplomatyczną i kancelaryjną a działalnością naukową powstał rodzaj sprzężenia. Działalność kancelaryjna bywała pobudką dla systematycznego gromadzenia źródeł historycznych (tzw. teki Górskiego, XVI w.).
Kraków (ze swym uniwersytetem, drukarniami, dworem królewskim i gośćmi zagranicznymi) pozostał aż do końca XVI w. kulturalną stolicą kraju, jednak już od końca XV w. nastąpiła decentralizacja życia naukowo-literackiego. Wzrosła rola małych miasteczek – siedzib szkół i drukarń – oraz mecenatu magnackiego. Jednocześnie nastąpił napływ świeckich do świata nauki oraz większe zróżnicowanie pochodzenia społecznego i narodowego polskich uczonych. W XVI w. nauka polska wydała wiele wybitnych dzieł z różnych dziedzin, przede wszystkim epokowe dzieło Mikołaja Kopernika O obrotach sfer niebieskich. Kwitło dziejopisarstwo (Marcin Kromer), geografia (Maciej z Miechowa), myśl polityczna i społeczna (Andrzej Frycz Modrzewski, Stanisław Orzechowski), pedagogika (Szymon Marycjusz z Pilzna), teologia (Stanisław Hozjusz), medycyna (Józef Struś, Wojciech Oczko).
Wraz z krzepnięciem państwa, które od XV aż po poł. XVII było regionalną potęgą, oraz rozwojem oświaty zmieniły się funkcje nauki. Wzrosła rola historii oraz filologii jako podpór świadomości narodowej. Podobnie jak we Włoszech, Francji czy Niderlandach zwiększyło się znaczenie funkcji praktycznych wiedzy; nastąpił rozwój takich dyscyplin, jak geografia, medycyna, rolnictwo, technika i prawo, wzrosła rola obserwacji – dotyczących natury i społeczeństwa, wzmógł krytycyzm w stosunku do autorytetów przeszłości. Uczeni polscy uczestniczyli w recepcji nauki antycznej i arabskiej (poszukiwanie i edycje nieznanych źródeł, przekłady z greki na łacinę oraz z greki i łaciny na języki narodowe) oraz, z drugiej strony, podejmowali – we współpracy z praktykami – opisy sfer działalności zawodowej (gospodarstwo rolne, kopalnie, techniki inżynierskie). Dokonywano systematycznej recepcji prądów naukowych (arystotelizm – I poł. XV w., paracelsyzm – XVI w.). Choć na małą jeszcze skalę, polscy uczeni zbierali informacje w ramach międzynarodowych sieci naukowych (Marcin Fox i Mikołaj Firlej przesyłali obserwacje dla włoskiego uczonego Ulissesa Aldrovandiego, XVI w.).
XVII w. w dziejach polskiej nauki to z jednej strony poszerzenie funkcji, form, kręgu twórców i odbiorców nauki, z drugiej – oddalanie się od głównego nurtu europejskiego rozwoju nauki (z zachowaniem jednak wysp wybitnych, stojących na europejskim poziomie badań – głównie w dziedzinie matematyki, fizyki i astronomii). W XVII w. poszerzyły się praktyczne funkcje nauki (geografia, kartografia, ekonomia, inżynieria wojskowa). Świadectwem samoświadomości uczonych polskich była autorefleksja na temat zadań nauki i uczonych, uprawiana od XV z początku w formie kazań profesorów uniwersyteckich, a następnie rozpraw i traktatów (np. Szymon Marycjusz z Pilzna). Podobnie jak w innych krajach europejskich uczeni odwoływali się do wzorca trójwładzy Sacerdotium – Imperium – Studium, podkreślając rolę mądrości i nauki dla wzrostu i trwałości państwa.
W XVII w. zmieniła się geografia nauki – wzrosła rola Pomorza z jego niemieckojęzycznymi elitami miejskimi (Toruń, Elbląg, a przede wszystkim Gdańsk), Warszawy (stolicy państwa od roku 1596), Wilna i Zamościa (nowe uniwersytety). Z wejściem Polski na ścieżkę refeudalizacji wzrosło znaczenie magnaterii, mecenatu królewskiego (dwory Władysława IV, Jana Trzeciego Sobieskiego, Ludwiki Marii Gonzagi) i magnackiego – świeckiego i duchownego. W kręgu mecenatu królewskiego pozostawali najwybitniejsi uczeni epoki, Włosi Walenty Magni i Tytus Liwiusz Burattini, astronom gdański Jan Heweliusz i matematyk Adam Adamandy Kochański. W Gdańsku i Toruniu powstały warunki zapewniające ciągłość instytucji i zainteresowań naukowych, tutaj rozwijały się nowe formy organizacji nauki (towarzystwa naukowe, biblioteki publiczne) i działało środowisko naukowe powiązane z głównymi ośrodkami rozwoju nauki w Europie. Ze szkolnictwem protestanckim związany był m.in. Jan Jonston. Poszerzył się krąg uczonych: byli nimi zarówno jezuici, jak i protestanci, Polacy i cudzoziemcy, najczęściej pochodzenia mieszczańskiego (pomimo upadku miast i mieszczaństwa, zwłaszcza od II połowie XVII w.). W porównaniu z epoką Odrodzenia zwiększyła się rola warsztatu naukowego – zarówno bibliotek, jak i kolekcji natury (zbiory osobliwości, ogrody botaniczne, gabinety fizyki, laboratoria chemiczne). W XVII utrwaliły się wzorce księgozbioru rodzinnego, przekazywanego z pokolenia na pokolenie. Podobnie jak w innych krajach wzrosła rola instrumentu naukowego, zwłaszcza dzięki skonstruowanym teraz teleskopom i mikroskopom, które pozwalały na ogromne rozszerzenie granic percepcji oraz zwiększenie dokładności obserwacji. W XVII w. działały w Polsce pracownie narzędzi precyzyjnych – w Gdańsku (P. Krüger, J. Heweliusz) i w Warszawie (T.L. Burattini).
Podstawowy człon środowiska naukowego stanowili profesorowie uniwersyteccy (przede wszystkim duchowni) oraz zakonnicy katolickich zgromadzeń nauczających (głównie jezuici); oprócz nich – Polacy i cudzoziemcy zatrudnieni na dworach królewskich i magnackich m.in. w roli bibliotekarzy oraz (w Prusach Królewskich) patrycjat Gdańska, Torunia i Elbląga. Wraz z rozwojem szkolnictwa i drukarstwa katolickiego i (w I poł. wieku) protestanckiego szkoła i książka drukowana stały się ważnymi kanałami upowszechniania wiedzy naukowej. Zwiększyło się zróżnicowanie form organizacji nauki. Choć Akademia Krakowska utrzymała rolę czołowej instytucji naukowej, jej ranga zmniejszyła się zarówno wskutek obniżenia poziomu naukowego, jak i powołania nowych uniwersytetów i gimnazjów akademickich.
Wraz z powolną odbudową gospodarczą kraju w XVIII w. następował stopniowy awans Warszawy jako głównego ośrodka myśli naukowej. Ogłoszona w Warszawie Programma literarium (1732) Józefa Andrzeja Załuskiego była pierwszym długofalowym programem rozwoju polskiej nauki. Widomym znakiem awansu Warszawy stało się m.in. otwarcie Biblioteki Załuskich (1747), biblioteki publicznej, warsztatu naukowego zwłaszcza dla prac z dziedziny prawa i historii, organizatora życia naukowego w kraju. Krąg Biblioteki Załuskich był pierwszym zorganizowanym środowiskiem naukowym w Polsce. Miłośnicy wiedzy utrzymywali ze sobą stałe kontakty dzięki aktywności Józefa Andrzeja Załuskiego, podróżom, korespondencji, zebraniom naukowym, towarzystwom naukowym i czytelniczym, czasopismom (takim jak np. Warshauer Bibliothek) oraz słownikom uczonych (jak np. Jana Daniela Janockiego Lexicon derer itztlebenden Gelehrten in Polen, t. l–2, 1755).
Gdańsk i Toruń oraz Saksonia, z którą Polska związana była unią (1697–1763) odegrały ważną rolę w transferze do Polski kadr, książek i idei. Najściślejsze kontakty naukowe utrzymywano z Niemcami, Włochami i Francją; z biegiem lat rosło znaczenie tego ostatniego kraju.
W XVIII w., a zwłaszcza w jego drugiej połowie, zmienił się ideał wiedzy oraz społeczne funkcje nauki; stała się ona narzędziem przebudowy ustroju, sposobu życia i myślenia. Pojawiły się kręgi uczonych, którzy byli zarazem działaczami politycznymi i społecznymi (Stanisław Konarski, Hugo Kołłątaj, Stanisław Staszic); nastąpił powrót zainteresowania nauką doświadczalną; zmieniły się oczekiwania i kryteria oceny nauki (zwiększyło znaczenie funkcji utylitarnych i dydaktycznych); zmalała dominacja humanistyki na rzecz takich dyscyplin jak biologia, fizyka, chemia, matematyka, rolnictwo i medycyna. Narastające zagrożenie utratą niepodległości powodowało, że historia stała się – w większym niż poprzednio stopniu – ośrodkiem krzewienia świadomości narodowej, a prawo – narzędziem usprawniania systemu politycznego kraju. Wzrosła rola planowo i systematycznie zbieranych informacji – źródeł historycznych (tzw. Teki Naruszewicza) oraz obserwacji świata natury (sieć stacji meteorologicznych, 1803).
W latach 1765–1795 nadrobione zostało w pewnej mierze zapóźnienie w dziedzinie nauki, uformowana kadra naukowa o racjonalistycznej postawie intelektualnej oraz unowocześnione formy organizacyjne nauki i nauczania. Duży wpływ na stan nauki miał mecenat Stanisława Augusta Poniatowskiego oraz reformy szkolnictwa, zwłaszcza reforma podjęta przez Komisję Edukacji Narodowej.

### XIX w.
Utrata niepodległości Polski w roku 1795 nie przerwała rozwoju nauki polskiej, stworzyła jednak niekorzystne warunki tego rozwoju. Brak dostatecznej opieki własnego państwa oraz represje ze strony władz zaborczych powodowały rwanie ciągłości rozwojowej poszczególnych dyscyplin. Pod naciskiem warunków politycznych lub z powodu braku warsztatów naukowych w kraju wielu uczonych działało poza Polską. Utrata niepodległości spowodowała, że nauka – obok literatury, malarstwa i muzyki – stała się czynnikiem wzmacniania siły duchowej i materialnej narodu. Gdy po upadku Powstania Listopadowego (1831) możliwości prowadzenia zbiorowej pracy naukowej w zaborze rosyjskim niemal zamarły, nowe perspektywy otworzyły się w zaborze pruskim; gdy i te w okresie Kulturkampfu skurczyły się, w zaborze austriackim system konstytucyjny i autonomia galicyjska (uzyskana 1861- 1869) otworzyły możliwości zorganizowanych, społecznych działań naukowych. Stąd w zaborze tym, obok istnienia jedynych wówczas na ziemiach polskich uniwersytetów z polskim językiem wykładowym, powstał społeczny ruch naukowy, korzystający ze znacznego stopnia niezależności. W XIX w. instytucjami ogniskującymi życie naukowe były przede wszystkim: Towarzystwo Przyjaciół Nauk w Warszawie (1800–1830), Towarzystwo Naukowe Krakowskie (od 1816), Uniwersytet Warszawski (1816–1831) i Uniwersytet Wileński (do 1831), Liceum Krzemienieckie (1805–1831), Akademia Umiejętności, a od roku 1919 Polska Akademia Umiejętności (1872–1952; reaktywowana 1989), biblioteki fundacyjne, jak m.in. Biblioteka Raczyńskich, Biblioteka Kórnicka, Biblioteka Krasińskich, Biblioteka Czartoryskich, Biblioteka Ossolińskich, redakcje czasopism (szczególnie Biblioteki Warszawskiej, od 1871), firmy księgarsko-wydawnicze oraz (w Warszawie) Muzeum Przemysłu i Rolnictwa (od 1875 r.). W ostatnich dekadach wieku coraz większego znaczenia odgrywały instytucje środowiska naukowego, zwłaszcza Kasa im. Józefa Mianowskiego (od 1881 r.) oraz organizowane przez towarzystwa naukowe ogólnopolskie zjazdy naukowe.
Nastąpiła era zbieractwa. Zbierano rękopisy, dokumenty, druki, numizmaty, rysunki, obrazy, broń, melodie, pieśni, tkaniny, pisanki. W Polsce, tak jak i na świecie, w wieku XIX podejmowano prace zespołowe na wielką skalę (Słownik geograficzny Królestwa Polskiego).
Brak własnego państwa był główną przyczyną pewnego opóźnienia przemian w nauce – takich jak profesjonalizacja (czyli proces, w rezultacie którego prowadzenie badań przestało być prywatną sprawą uczonych, a stało się sformalizowanym obowiązkiem zawodowym), specjalizacja, nacisk na ścisłość pomiaru. Etap „indywidualnych uczonych” i „nauki amatorskiej” trwał w Polsce dłużej niż w krajach zachodnich. Wielu uczonych pracowało naukowo na prowincji, poza ośrodkami naukowymi i bez etatu naukowego, łącząc pracę naukową z zawodową w zawodzie lekarza, nauczyciela lub urzędnika. Jednak w kolejnych dekadach uczeni coraz rzadziej łączyli działalność badawczą z działalnością publiczną lub literacko-artystyczną. Najzdolniejsi korzystali z pomocy towarzystw naukowych, Kasy Mianowskiego czy (publikującej ich prace) „Biblioteki Warszawskiej”. Przed I wojną światową ponad 50% czynnych badaczy pozostawało poza zasięgiem szkół wyższych i instytucji naukowych; po I wojnie światowej grupa ta spadła do ok. 17%, by po II wojnie światowej niemal zaniknąć. Między ćwierćwieczem 1751-75 a 1876–1900 zbiorowość ludzi sztuki wzrosła 6,5 raza, a ludzi nauki – 25,3 raza. Ocenia się, że w roku 1914 badaniami naukowymi w Polsce zajmowało się ponad 2 tys. osób (w tym 800 uczonych zatrudnionych w uczelniach).
Także z opóźnieniem – w stosunku do Niemiec czy Francji – kształtowały się powiązania nauki ze światem gospodarki, choć lata po I wojnie światowej dostarczyły przykładów uczonych, którzy byli jednocześnie organizatorami gospodarczymi (Ignacy Mościcki).
Pomimo braku własnego państwa w II połowie XIX wieku wielu polskich uczonych wniosło – w kraju i za granicą – istotny wkład do rozwoju światowej nauki, lub też prowadziło badania na poziomie europejskim. M.in. Maria Skłodowska-Curie stworzyła w Paryżu wraz z mężem ośrodek badań nad promieniotwórczością. Zygmunt Wróblewski i Karol Olszewski dokonali w Krakowie skroplenia powietrza. Uczonymi o międzynarodowej reputacji byli m.in. działający w Rosji prawnik Leon Petrażycki oraz językoznawca Jan Niecisław Baudouin de Courtenay.

### Polska międzywojenna
Odzyskanie w 1918 niepodległości otworzyło przed nauką polską nowe perspektywy oraz postawiło przed nią zadania rozbudowy i integracji życia naukowego. Odbudowa życia naukowego oparła się na dawnej kadrze, zasilonej dopływem uczonych polskich zajmujących dotychczas katedry za granicą lub też uprawiających badania bez posiadania etatu naukowego. Ponad 30% profesorów uczelni Polski międzywojennej zostało wykształconych przez uniwersytety galicyjskie, przede wszystkim przez Uniwersytet Jagielloński. Bezpośrednio po wojnie (lub nawet w czasie jej trwania) powstały uniwersytety państwowe w Warszawie, Poznaniu, Wilnie i Lublinie, także m.in. Politechnika Warszawska oraz Akademia Górniczo-Hutnicza w Krakowie. Oprócz uczelni powołano pozauczelniane instytuty badawcze, jak m.in. Państwowy Instytut Geologiczny (1919), Państwowy Instytut Meteorologiczny (1919), Instytut Gospodarstwa Społecznego (1920), Chemiczny Instytut Badawczy (1922). Istotną rolę w odbudowie warszawskich szkół wyższych odegrało Towarzystwo Kursów Naukowych oraz profesorowie Uniwersytetu Jagiellońskiego.
Jak nigdy przedtem, silną pozycję w nauce uzyskała Warszawa (tu miało siedzibę ponad 40% towarzystw i instytucji naukowych oraz pracowało 32% nauczycieli akademickich). Innymi ważnymi ośrodkami był Lwów, Kraków, Poznań i Wilno. Aż ponad 60% profesorów uczelni miało pochodzenie inteligenckie (ok. 18% – ziemiańskie, 7% – mieszczańskie, 5% – chłopskie, 3,5% – drobnomieszczańskie i 3,3% robotnicze).
W organizacji środowiska naukowego istotną rolę odegrała Kasa im. Mianowskiego oraz pismo „Nauka Polska, jej potrzeby, organizacja, rozwój”, a od roku 1928 Fundusz Kultury Narodowej. Do Rady Funduszu weszli przedstawiciele towarzystw naukowych oraz Kasy im. Mianowskiego. Funduszem kierował Stanisław Michalski.
Dotacje na naukę w budżecie państwa (ok. 0,15% 1921 r., ok. 0,20% 1924, ok. 0,27% 1925, ok. 0,43% 1938) nie odbiegały od poziomu średnio rozwiniętych państw Europy. Od 1919 r. w obrębie Ministerstwa Wyznań Religijnych i Oświecenia Publicznego działał Wydział Nauki.
W roku 1939 Polska posiadała 32 uczelnie, w tym 13 państwowych szkół akademickich i 2 szkoły prywatne o pełnych prawach akademickich. Wszystkie szkoły wyższe zatrudniały w 1938/1939 ok. 4400 pracowników naukowych. Do 1939 r. utworzono 128 pozauczelnianych placówek badawczych, w tym 13 państwowych instytutów naukowych. Ogólna liczba naukowców wynosiła w 1938 r. 6140 osób.
W okresie międzywojennym Polska urządziła około 50 międzynarodowych zjazdów naukowych. Przybyło na nie do Polski ok. 5 tys. uczonych zagranicznych. Około 8 tys. polskich naukowców wyjechało za granicę, do Francji (32%), Niemiec (18%), Włoch (ok. 14%), Austrii (ok. 9%), USA (ok. 6%), Wielkiej Brytanii (ok. 5%).
W wielu dziedzinach osiągnięto poziom światowy, m.in. w matematyce (Stefan Banach), fizyce (Stefan Pieńkowski, Mieczysław Wolfke), logice, astronomii (Tadeusz Banachiewicz), chemii (Wojciech Świętosławski), geologii (Walery Goetel, Jan Samsonowicz), biologii (Władysław Szafer, Roman Kozłowski), medycynie (Ludwik Hirszfeld), archeologii, antropologii (Jan Czekanowski, Edward Loth), socjologii (Florian Znaniecki, Ludwik Krzywicki, Stefan Czarnowski), prawa (Leon Petrażycki), filozofii (Kazimierz Ajdukiewicz, Roman Ingarden), psychologii (Władysław Witwicki), filologii klasycznej (Tadeusz Zieliński), historii (Szymon Askenazy, Władysław Konopczyński, Marceli Handelsman).
Rozwój nauki polskiej przerwała okupacja Polski przez Niemcy (1939–1945) i Związek Radziecki (1939–1941); tylko w Wilnie działał do roku 1940 – ograniczany w swoich prawach – Uniwersytet Wileński. Okupacja ziem polskich zniszczyła istniejącą strukturę życia naukowego. Okupanci rozwiązali towarzystwa, stowarzyszenia i fundacje. Duża część z nich działała jednak nadal w podziemiu.

### Polska Ludowa
Po zakończeniu wojny nauka polska stanęła wobec złożonych zadań: straty osobowe przekraczały 40% samodzielnych pracowników naukowych, biblioteki warszawskie straciły 76%, poznańskie 68% zbiorów. Postępowała szybka odbudowa szkół wyższych i placówek badawczych. Jednak dla towarzystw naukowych – organów samorządności w nauce – nadeszły czasy impasu, stagnacji, a nawet regresu. Największe organizacje pozarządowe w nauce zlikwidowano. Większość towarzystw obroniła się przed likwidacją, ale za cenę faktycznej utraty (do roku 1956) i ograniczenia autonomii.
Aż do lat 60. XX wieku następował szybki wzrost instytucjonalny nauki w Polsce, połączony z połączony jednak z obniżeniem – w porównaniu z okresem przedwojennym – przeciętnego poziomu naukowego badaczy. Stopniowo ukształtowały się trzy piony organizacyjne: uczelnie, placówki naukowe PAN oraz tzw. instytuty resortowe. Aż do połowy lat 70. XX wieku najszybciej rósł pion placówek PAN oraz instytutów resortowych. Od roku 1963 nauka była kierowana przez odrębne organa rządowe.
Duże osiągnięcia polska nauka uzyskała w takich dziedzinach jak: matematyka (Wacław Sierpiński, Kazimierz Kuratowski, Karol Borsuk, Hugo Steinhaus), fizyka (Stefan Pieńkowski, Marian Danysz, Jerzy Pniewski), chemia (Wiktor Kemula), geografia (Stanisław Leszczycki), nauki techniczne (Janusz Groszkowski, Sylwester Kaliski, Ignacy Malecki), nauki medyczne (Tadeusz Krwawicz, Wiktor Dega, Adam Gruca), historiografia (Aleksander Gieysztor, Tadeusz Manteuffel), językoznawstwo (Kazimierz Nitsch, Tadeusz Lehr-Spławiński, Zenon Klemensiewicz), nauki ekonomiczne (Michał Kalecki, Oskar Lange), nauki prawne (Manfred Lachs).

### III Rzeczpospolita
Odzyskanie suwerenności w roku 1989 pociągnęło za sobą wiele przemian w polskiej nauce. Powołano (w roku 1991) rządowy Komitet Badań Naukowych, który zastąpił dotychczasowy sformalizowany system planowania nauki zasadą przyznawania dotacji opartego na wskaźnikach jakości. Reaktywowano takie instytucje samorządności nauki, jak m.in. Polska Akademia Umiejętności. Zachowany jednak został podział na trzy piony organizacji nauki.
Transformacja ustroju gospodarczego Polski w latach 90. XX wieku stworzyła warunki dla skuteczniejszych powiązań pomiędzy nauką a gospodarką niż w gospodarce centralnie sterowanej, w której badania i produkcja przemysłowa były od siebie instytucjonalnie oddzielone.
W latach 90. XX wieku zbudowano w Polsce podstawową infrastrukturę innowacji. Powstały centra transferu technologii, parki technologiczne, inkubatory przedsiębiorczości, a także ośrodki doradztwa, informacji, analiz, szkoleń i technologicznego audytu. Działają agencje rozwoju regionalnego. Istnieje kilkaset przedsiębiorstw zaawansowanej techniki, powołanych często dla komercjalizacji technologii opracowanej na uczelni lub w jednostce badawczo-rozwojowej. W dziedzinie techniki i innowacji, podobnie jak w nauce, przoduje województwo mazowieckie z Warszawą.
W porównaniu z mocarstwami naukowymi (Stany Zjednoczone, Chiny, Japonia, Wielka Brytania, Francja, Niemcy) skala wysiłku naukowego Polski jest stosunkowo niska: Polska wydaje ok. 1% wydatków na naukę Stanów Zjednoczonych, a ok. 5% – Niemiec.
Przedstawiony przegląd głównych linii rozwojowych polskiej nauki pokazał wielką zmienność dziejową ideału wiedzy, funkcji nauki, sił sprawczych jej przemian oraz form organizacyjnych. Jak się zdaje, nauka w III Rzeczypospolitej nie znalazła jeszcze dla siebie najodpowiedniejszych form ideowych i organizacyjnych. Jest prawdopodobne, że przyszły kształt polskiej nauki będzie w coraz większej mierze zależał od współpracy w ramach Unii Europejskiej.

## Uczeni polscy wDictionary of Scientific Biography
Następujący uczeni polscy lub pochodzący z ziem związanych z Polską (w jej historycznych kształtach) zostali omówieni w Dictionary of Scientific Biography (Charles Scribrer’s Sons, t. 1-18, New York 1970-90) – w nawiasie podstawowe dane biograficzne oraz główne miejsce pracy naukowej lub odkrycia:
XIII w. – Witelo (1230 – ok. 1275), fizyk, Viterbo, Włochy.
XVI w. – Mikołaj Kopernik (1473–1543), astronom, Frombork.
XVII w. – Jan Brożek (1585–1652), matematyk, astronom, Kraków. Jan Jonston (1603–1675), przyrodnik, Leszno. Jan Heweliusz (1611–1687), astronom, Gdańsk.
XVIII w. – Jacob Theodor Klein (1685–1759), przyrodnik, Gdańsk.
XIX w. – Stanisław Staszic (1755–1826), geolog, Warszawa. Ludwik Zejszner (1805–1871), geolog, Kraków, Warszawa. Aleksander Czekanowski (1833–1876), geolog, geograf, Rosja. Jan Czerski (1845–1892), geolog, geograf, Rosja. Edward Strasburger (1844–1912), biolog, Bonn. Marceli Nencki (1847–1901), chemik, biolog, Berno. Stanisław Kostanecki (1860–1910), chemik, Berno. Józef Hoene-Wroński (1776–1853), matematyk, astronom, Paryż. Karol Olszewski (1846–1915), fizyk, chemik, Kraków. Samuel Dickstein (1851–1939), matematyk, Warszawa. Zygmunt Wróblewski (1845–1888), fizyk, Kraków. Władysław Natanson (1864–1937), fizyk, Kraków.
XX w. – Wacław Sierpiński (1882–1969), matematyk, Warszawa. Zygmunt Janiszewski (1888–1920), matematyk, Warszawa. Stefan Mazurkiewicz (1888–1945), matematyk, Warszawa. Stefan Banach (1892–1945), matematyk, Lwów. Stanisław Saks (1897–1943), matematyk, Warszawa. Kazimierz Zarankiewicz (1902–1959), matematyk, Warszawa. Karol Borsuk (1905–1982), matematyk, Warszawa. Kazimierz Kuratowski (1896–1980), matematyk, Warszawa-Wrocław. Andrzej Stanisław Mostowski (1913–1975), matematyk, Warszawa. Jerzy Spława-Neyman (1894–1981), matematyk, statystyk, Warszawa, USA. Leon Chwistek (1884–1944), logik, matematyk, Lwów. Stanisław Leśniewski (1886–1939), logik, matematyk, Warszawa. Jan Łukasiewicz (1878–1956), logik, Warszawa. Alfred Tarski (1901–1983), logik, Warszawa, USA. Maria Skłodowska-Curie (1867–1934), fizyk, Paryż. Marian Smoluchowski (1872–1917), fizyk, Lwów. Leopold Infeld (1898–1965), fizyk, Warszawa. Tadeusz Banachiewicz (1882–1954), astronom, Kraków. Leon Marchlewski (1869–1946), chemik, Manchester, Kraków. Mieczysław Centnerszwer (1874–1944), chemik, Warszawa. Jakub Parnas (1884–1949), biochemik, Lwów. Michał Siedlecki (1873–1940), biolog, Kraków. Ludwik Hirszfeld (1884–1954), biolog, Heidelberg, Warszawa, Wrocław. Eugeniusz Romer (1871–1954), geograf, Lwów.
Przedstawiona tu lista uczonych jest pod wieloma względami reprezentatywna dla środowiska naukowego w dawnej i obecnej Polsce. Analiza samych tylko suchych danych – wymienionych wyżej 42 biogramów – ujawnia główne rysy rozwoju polskiej nauki. W grupie jest aż 33 przedstawicieli nauk ścisłych – matematyków, fizyków, astronomów i chemików – wobec 10 przedstawicieli nauk przyrodniczych, biologów, geologów i geografów. Przewaga nauk ścisłych – zwłaszcza matematyków, fizyków i astronomów – charakterystyczna jest nie tylko w ujęciu historycznym, ale także dla doby współczesnej. 18 uczonych z przedstawionej tu listy było związanych z Warszawą, 8 – z Krakowem, 5 ze Lwowem. Aż 9 dokonało swoich największych odkryć za granicą – w Niemczech, Szwajcarii, Francji i Rosji. Warszawa stała się najważniejszym ośrodkiem naukowym Polski dopiero w XX w. W epoce staropolskiej w rozwoju polskiej nauki istotny udział mieli uczeni polsko-niemieckiego pogranicza – Śląska i Pomorza (Witelo, Kopernik, Heweliusz, Klein), w XIX i XX w. – uczeni pochodzenia niemieckiego i żydowskiego. Przedstawione biogramy dokumentują m.in. rozwój nauk matematyczno-astronomicznych w XV–XVI w. Krakowie (Kopernik, Brożek), a także wkład Polski do rozwoju matematyki i logiki (niemal co trzeci z najwybitniejszych polskich uczonych to matematyk lub logik urodzony w ciągu 35 lat, 1878–1913). Z przedstawionej listy uczonych da się również odczytać wpływ historii gospodarczej i politycznej na rozwój polskiej nauki: obniżenie poziomu nauki w II połowie XVII – XVIII w. (oprócz Gdańska), utratę niepodległości (działalność naukowa na emigracji), rwanie ciągłości pracy naukowej (w porównaniu z krajami zachodniej Europy, stosunkowo niewielu uczonych o światowym wkładzie do rozwoju nauki współpracowało ze sobą lub było połączonych więziami mistrz-uczeń; takie zespoły tworzyli m.in. fizycy Olszewski i Wróblewski, biologowie Nencki i Marchlewski, a także – przede wszystkim – matematycy i logicy warszawscy i lwowscy). Kraków w XIV – XV w., Gdańsk w XVII – XVIII w., Kraków, Lwów i Warszawa w XIX i XX w. były ośrodkami, które w pewnych dyscyplinach wiedzy miały widoczną pozycję na mapie nauki Europy i świata.

## Liczba uczelni
Analiza liczby uczelni w XIX i XX w. w początkach kolejnych dekad daje przesłanki do tezy o długofalowym wpływie zaborów na rozwój kadr i badań naukowych.
| Rok  | Liczba uczelni |
| ---- | -------------- |
| 1801 | 2              |
| 1831 | 9              |
| 1861 | 7              |
| 1891 | 8              |
| 1921 | 23             |
| 1931 | 31             |
| 1941 | x              |
| 1951 | 82             |
| 1961 | 73             |
| 1971 | 88             |
| 1981 | 91             |
| 1991 | 117            |
| 2001 | 310            |
| 2011 | 460            |

Skokowy wzrost liczby uczelni (a za nimi liczby studentów) nastąpił po roku 1990, głównie za sprawą uczelni prywatnych. Silny wzrost w ostatniej dekadzie XX w. zarówno liczby studentów, jak i liczby tytułów nowych książek stwarza dobre prognozy rozwoju dla przyszłego rozwoju nauki w Polsce.

## Badania nad historią nauki polskiej
W Polsce, podobnie jak w innych krajach europejskich aż do XIX w. badania nad historią nauki były podejmowane w obrębie filologii, skoncentrowanej na krytycznym opracowaniu i edycji tekstów, oraz dziedziny zwanej historia literaria (niem. Gelehrtengeschichte), zajmującej się sporządzaniem bio-bibliograficznych opracowań dziejów nauk i piśmiennictwa. Prace z dziedziny historia literaria zawierały przeważnie adnotowane listy prac (drukowanych i rękopiśmiennych) pisarzy i uczonych, np. Jana Daniela Janockiego Janociana sive Clarorum Atque Illustrium Poloniae Auctorum Maecenatumque Memoriae Miscellae, t. 1–3, Warszawa-Lipsk 1776, 1779, 1819. Bodźcem dla rozwoju zainteresowań dziejami nauki były idee Oświecenia. Od r. 1805 wydawał swoje prace Jerzy Arnold, uznawany za pierwszego polskiego historyka medycyny. W roku 1809 podjęto wykłady z historii medycyny na uniwersytecie krakowskim oraz w warszawskiej Akademii Lekarskiej. Wydarzenia te można uznać za zwiastuny narodzin nowego obszaru badań historycznych. Aż do poł. XX wieku prace z historii nauki polskiej ukazywały się na ogół w ramach historii piśmiennictwa polskiego (np. Adam Jocher Obraz bibliograficzno-historyczny literatury i nauk w Polsce, od wprowadzenia do niej druku po rok 1830 włącznie, t. 1-3, Wilno 1840-57), w ramach badań z dziedziny bibliologii i kodykologii (np. prace Aleksandra Birkenmajera) lub jako wkład do dziejów poszczególnych dyscyplin (np. prace Ludwika Birkenmajera). Przesłanki do stworzenia zintegrowanego obszaru badań powstały w roku 1954, gdy prace badawcze nad historią nauki polskiej, dotąd rozproszone, otrzymały formę instytucjonalną (1954–1958 Zakład Historii Nauki; 1958–1974 Zakład Historii Nauki i Techniki; 1974–1977 Zakład Historii Nauki, Oświaty i Techniki; 1977–1994 Instytut Historii Nauki, Oświaty i Techniki; od 1994 Instytut Historii Nauki; m.in. pisma Kwartalnik Historii Nauki i Techniki, Analecta, Organon, Medycyna Nowożytna, serie wydawnicze Studia Copernicana oraz Monografie z Dziejów Nauki i Techniki). Od 2011 r. Instytut nosi imię Ludwika i Aleksandra Birkenmajerów. Krokiem milowym w rozwoju obszaru była publikacja Historii nauki polskiej, t. 1-9, Warszawa Ossolineum 1970–1986 